# مقاطعة دوغلاس (واشنطن)
مقاطعة دوغلاس (بالإنجليزية: Douglas County)‏ هي إحدى مقاطعات ولاية واشنطون في الولايات المتحدة الأمريكية.